# Stazione di Dueville
Stazione di Dueville vasútállomás Olaszországban, Veneto régióban, Dueville településen.

## Vasútvonalak
Az állomást az alábbi vasútvonalak érintik:
- Vicenza-Schio-vasútvonal

## Kapcsolódó állomások
A vasútállomáshoz az alábbi állomások vannak a legközelebb: 
- Stazione di Villaverla-Montecchio
- Stazione di Cavazzale